# Instituto de Empresa

Instituto de Empresa / IE Business School (Madrid).

L'IE Business School, de son nom complet Instituto de Empresa Business School, est une école de commerce espagnole située à Madrid.
Elle est régulièrement reconnue par divers classements comme une des meilleures écoles de commerce d'Europe et du monde, et une des meilleures en Espagne[réf. nécessaire], en particulier pour son programme MBA.

## Présentation
Créée en 1973 par Diego del Alcázar, l'école offre un large choix de programmes et de diplômes en management: MBA, Global MBA, Executive MBA, Master in Management (MIM), de masters spécialisés dont le Master en Finance (MiF), de Doctorats (DBA et PhD), ainsi que des programmes Executive Education pour cadres dirigeants.
Environ 1 500 étudiants de 70 pays sortent diplômés de l'école chaque année et 3 500 managers y suivent un des cursus. Le corps enseignant est composé pour moitié de non Espagnols, les formations étant pour certaines intégralement délivrées en anglais.
L'école se divise en deux campus, le principal dans le centre de Madrid et le second à Ségovie (à 1h de route de Madrid). Depuis 2009, l'IE Business School est une composante de l'IE University.

## Classements
IE Business School a été classée 1re Business School en Europe en 2012 et 2013, 2e en 2014, (ex æquo avec HEC Paris), 5ème en 2015 et 3e en 2017 (derrière la London business school et HEC Paris) , par le quotidien économique britannique Financial Times[réf. nécessaire]. L'Instituto de Empresa Business School est classée 8e Business School mondial par ce même journal en 2017.
En 2018, son MBA est classé 3ème mondial (hors Etats-Unis) par le magazine économique Americain Forbes, et 5e européen par le quotidien britannique The Telegraph.
En 2022, son MBA est classé 7ème mondial  et 3ème en Europe par le QS ranking.
Son Online MBA est classé 1er au monde par le QS en 2021 et 1er au monde par le FT en 2023.